# Герстборн (Кентуккі)
Герстборн (англ. Hurstbourne) — місто (англ. city) в США, в окрузі Джефферсон штату Кентуккі. Населення — 4683 особи (2020).

## Географія
Герстборн розташований за координатами 38°14′7″ пн. ш. 85°35′13″ зх. д. / 38.23528° пн. ш. 85.58694° зх. д. (38.235316, -85.586822).  За даними Бюро перепису населення США в 2010 році місто мало площу 4,69 км², з яких 4,66 км² — суходіл та 0,03 км² — водойми.

## Демографія
Згідно з переписом 2010 року, у місті мешкало 4216 осіб у 1871 домогосподарстві у складі 1268 родин. Густота населення становила 899 осіб/км².  Було 1966 помешкань (419/км²).
Расовий склад населення:
| - 82,9 % — білих - 11,3 % — азіатів - 4,3 % — чорних або афроамериканців - 0,1 % — корінних американців |

До двох чи більше рас належало 1,1 %. Частка іспаномовних становила 1,6 % від усіх жителів.
За віковим діапазоном населення розподілялося таким чином: 18,9 % — особи молодші 18 років, 53,8 % — особи у віці 18—64 років, 27,3 % — особи у віці 65 років та старші. Медіана віку мешканця становила 50,9 року. На 100 осіб жіночої статі у місті припадало 92,2 чоловіків;  на 100 жінок у віці від 18 років та старших — 87,9 чоловіків також старших 18 років.
Середній дохід на одне домашнє господарство  становив 156 462 долари США (медіана — 107 991), а середній дохід на одну сім'ю — 182 375 доларів (медіана — 121 442). За межею бідності перебувало 2,7 % осіб, у тому числі 2,9 % дітей у віці до 18 років та 4,8 % осіб у віці 65 років та старших.
Цивільне працевлаштоване населення становило 1834 особи. Основні галузі зайнятості: освіта, охорона здоров'я та соціальна допомога — 22,4 %, науковці, спеціалісти, менеджери — 20,2 %, роздрібна торгівля — 12,6 %, виробництво — 12,2 %.